# Troglohyphantes confusus
Troglohyphantes confusus este o specie de păianjeni din genul Troglohyphantes, familia Linyphiidae, descrisă de Kratochvíl, 1939. Conform Catalogue of Life specia Troglohyphantes confusus nu are subspecii cunoscute.